# Passport (Band)
Passport ist eine 1971 vom Jazz-Saxofonisten Klaus Doldinger gegründete deutsche Band. Aufgrund des großen Einflusses wird die Band in ihrer Wirkung mit der amerikanischen Gruppe Weather Report verglichen.

## Geschichte
Doldinger hatte in den späten 1960er Jahren neben seinem Quartett unter dem Pseudonym Paul Nero Produktionen vorgelegt, die sich am Bluesrock und der Soulmusik orientierten. Passport entstand aus Doldingers kommerziellem Projekt Motherhood; sein Jazzquartett wurde aufgelöst. Beim ersten Album von Passport spielte (wie schon bei Motherhood) der damals noch unbekannte Udo Lindenberg Schlagzeug; die weiteren Musiker, Saxophonist Olaf Kübler, Organist Jimmy Jackson und Bassist Lothar Meid kamen aus der Münchner Studioszene und waren z. T. auch bei Krautrockbands tätig.
Bei den von Siggi Loch produzierten und bei Atlantic Records veröffentlichten Alben und im Livekonzert überzeugte Doldinger mit dieser Band „sein Publikum mit eingängigen Melodielinien über einem alles in den Bann ziehenden Groove.“ Mit dem E-Bassisten Wolfgang Schmid, dem Keyboarder Kristian Schultze und Schlagzeuger Curt Cress sowie gelegentlichen Gästen gelang es der Band zwischen 1973 und 1976, „einen von Souleinflüssen durchzogenen, ungemein populären Jazz auf Platten zu bannen, dessen Sound dennoch erkennbar Doldingers blieb.“
Ab 1977 erfolgten Besetzungswechsel; zunächst schied Kristian Schultze aus. Mit den Neuankömmlingen Elmer Louis (Perkussion) und Roy Louis (Gitarre) orientierte sich die Musik der Gruppe etwas am Latin Jazz und wurde „gefälliger.“ Mit dem Folgealbum Ataraxia (1978) wechselten Keyboarder Hendrik Schaper, Bassist Dieter Petereit und Schlagzeuger Willy Ketzer ein. „Die Keyboards neigen dazu, zu dominieren, wenn das Saxophon nicht im Vordergrund steht.“ Nun wird sogar ein unverbindliches  „Synthesizer-Gedudel“ beklagt, während der Rhythmus weiterhin die Band „zu einer der hörbareren Gruppen ihrer Art“ mache.
Klaus Doldingers Lead-Stimme und die musikalische Ausrichtung seiner Band blieben über die Jahre hinweg konstant. Passport hat bis in die Gegenwart zahlreiche Alben veröffentlicht. Im Frühjahr 2006 trat Doldinger anlässlich des 35-jährigen Jubiläums wieder mit Wolfgang Schmid am E-Bass auf.

## Diskografie

### Alben
| Jahr | Titel                          | Höchstplatzierung, Gesamtwochen, AuszeichnungChartplatzierungen (Jahr, Titel, Platzierungen, Wochen, Auszeichnungen, Anmerkungen) | Höchstplatzierung, Gesamtwochen, AuszeichnungChartplatzierungen (Jahr, Titel, Platzierungen, Wochen, Auszeichnungen, Anmerkungen) | Höchstplatzierung, Gesamtwochen, AuszeichnungChartplatzierungen (Jahr, Titel, Platzierungen, Wochen, Auszeichnungen, Anmerkungen) | Anmerkungen                                                                |
| Jahr | Titel                          | DE | CH | US | Anmerkungen                                                                |
| ---- | ------------------------------ | --- | --- | --- | -------------------------------------------------------------------------- |
| 1972 | Second Passport                | DE45 (1 Wo.)DE | — | — |                                                                            |
| 1973 | Hand Made                      | DE44 (1 Wo.)DE | — | — | darunter auch quadrophonische CD4-Aufnahmen                                |
| 1974 | Doldinger Jubilee Concert      | DE36 (2 Wo.)DE | — | — | mit Brian Auger, Johnny Griffin, Alexis Korner, Volker Kriegel & Pete York |
| 1975 | Cross-Collateral               | — | — | US137 (7 Wo.)US |                                                                            |
| 1977 | Iguacu                         | — | — | US191 (3 Wo.)US |                                                                            |
| 1978 | Sky Blue                       | — | — | US140 (7 Wo.)US |                                                                            |
| 1980 | Oceanliner                     | — | — | US163 (4 Wo.)US |                                                                            |
| 1981 | Blue Tattoo                    | — | — | US175 (3 Wo.)US |                                                                            |
| 1985 | Running in Real Time           | — | CH27 (1 Wo.)CH | — |                                                                            |
| 2016 | Doldinger                      | DE27 (6 Wo.)DE | — | — |                                                                            |
| 2020 | Motherhood                     | DE25 (2 Wo.)DE | — | — | mit Udo Lindenberg                                                         |
| 2021 | The First 50 Years of Passport | DE31 (3 Wo.)DE | — | — |                                                                            |

grau schraffiert: keine Chartdaten aus diesem Jahr verfügbar
Weitere Alben
- 1971: Passport
- 1973: Looking Thru
- 1974: Doldinger Jubilee Concert
- 1975: Doldinger Jubilee ’75
- 1976: Infinity Machine
- 1977: 2 Originals of Passport (enthält alle Stücke. die vorher als Passport und Second Passport veröffentlicht wurden)
- 1977: Ataraxia (in manchen Ländern auch „Sky Blue“)[9]
- 1978: Garden of Eden
- 1980: Lifelike
- 1982: Earthborn
- 1983: Man in the Mirror
- 1986: Heavy Nights
- 1988: Talk Back
- 1990: Balance of Happiness
- 1991: Blues Roots
- 1993: Down to Earth (DE: Gold (German-Jazz-Award))[10]
- 1995: Spirit of Continuity – The Passport Anthology
- 1996: Passport to Paradise (DE: Gold (German-Jazz-Award))
- 1997: Passport Control
- 1998: Move
- 2000: Passport Live
- 2001: RMX Vol.1
- 2003: Back To Brazil (DE: Gold (German-Jazz-Award))
- 2006: Passport to Morocco (DE: Gold (German-Jazz-Award))

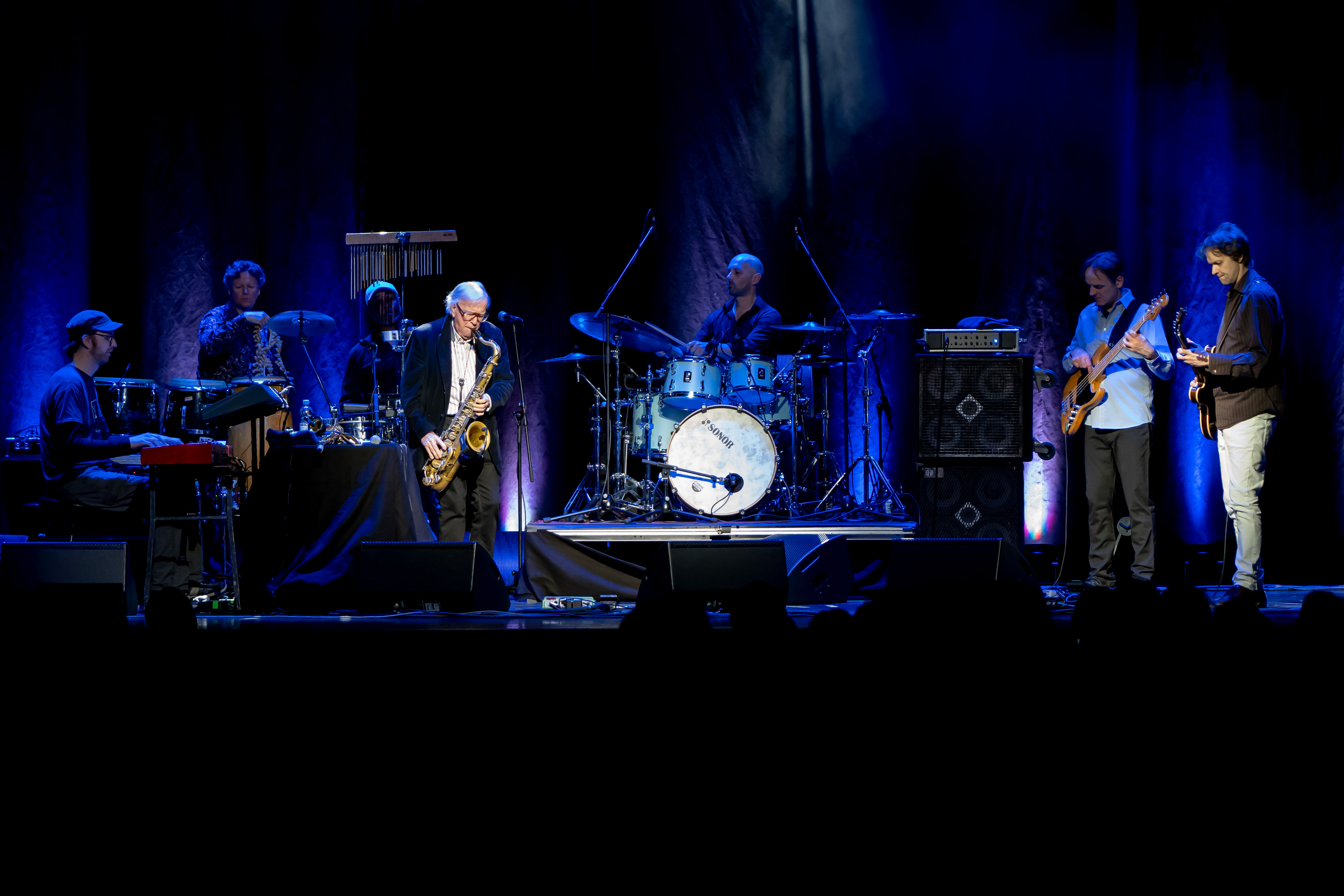
Klaus Doldingers Band Passport live auf der Bühne im Bürgerhaus in Backnang (8. Februar 2020)

- 2008: Passport on Stage
- 2011: Inner Blue
- 2011: Symphonic Project
- 2011: Original Album Series
- 2013: Original Album Series Vol.2
- 2015: En Route

### Videoalben
- 2010: Back to Brazil